# Khelil
Pour les articles homonymes, voir Khelil (homonymie).
Khelil est une commune située dans la wilaya de Bordj-Bou-Arreridj en Algérie.

## Géographie

### Localisation
La commune se trouve dans la région des Hauts Plateaux, entre les monts Bibans au nord et la chaîne du Hodna au sud, dans un bassin agricole situé à 975,53 mètres d'altitude moyenne. Elle se trouve à 32 km au nord-est de Bordj Bou Arreridj, à 41 km à l'ouest de Sétif et à 231 km au sud-est d'Alger.
Khelil est surplombée par la chaîne de montagne dite Draa el Haddad à 1 021 mètres d'altitude de moyenne dont le pic est Ras el Kef.
La commune, en se dirigeant vers le nord, s'étend la chaîne montagneuse des Babors par deux cols, Teniet Iguenene vers Hammam Guergour et Teniet Sersara vers Harbil entre les deux sommets Kaf Amelal et Kaf Boutaga.
Khelil, d'une superficie de 223 km2 est la plus grande commune de la daïra de Bir Kasdali qui a une superficie totale de 422 km2.
| Chefaa                         | Hammam Guergour • Bougaa (Sétif) | Ras el Ain          |
| Bordj Zemoura • Guenzet(Sétif) | Khelil                           | Beni Hocine (Sétif) |
| Sidi Embarek                   | Bir Kasdali                      | Aïn Taghrout        |

### Localités et lieux-dits
Outre son chef-lieu éponyme, la commune de Khelil est composée à sa création en 1984 des localités suivantes :
- Aggar
- Aïn El Mokh
- Aïn Meriout
- Aïn Slimane
- Amalou
- Ang El Bair
- Aouichet
- Bel Feham
- Ben Aktouf
- Ben Baïti
- Ben Chouadah
- Ben Miloud
- Besbassa
- Bled Es Enis
- Bled Fait
- Bir Ziat
- Bordj El Caïd
- Bouchegouf
- Bougdour
- Bouta Bigate
- Boutemmag
- Bouzegza
- Bouzeroual
- Chaabet El Ghoula
- Chaib
- Chefaa (Ouled Thaïer)
- Chenafa
- Cherchar
- Chfer Ben Souia
- Chraba
- Draa El Mach
- Echouaf
- El Achacha
- El Amira
- El Beida
- El Djebbes
- El Guettar
- El Ouatia
- El Rhibi
- Faidh Essassi
- Haoudh el Messlem
- Hammama
- Larbaa
- Louassat
- Meriout
- Messelmat
- Ouled Abdallah
- Ouled Belhadj
- Ouled Bendjedou
- Ouled Hamza
- Ouled Rabah
- Ouled Sidi Amer
- Radjet
- Ras el Ain
- Ras el Ansor
- Ras el Kef
- Sbaat
- Sidi Atallakh
- Sidi Saïd
- Touabette
- Zaïbet

Actuellement, la commune est essentiellement composée de l'agglomération chef-lieu Khelil et des agglomérations secondaires de Chefaa, Ras el Ain et El Kherba.

### Climat
La ville de Khelil bénéficie d'un climat tempéré chaud, qui offre des températures chaudes en été et très froides en hiver, parmi les plus basses d’Algérie.
La classification de Köppen-Geiger est de type Csa.
La température moyenne annuelle est de 14.0 °C à Khelil.
La pluviométrie annuelle est de 300 à 700 mm. Les dernières précipitations annuelles moyennes sont de 541 mm.
| Mois                     | jan. | fév. | mars | avril | mai | juin | jui. | août | sep. | oct. | nov. | déc. | année |
| ------------------------ | ---- | ---- | ---- | ----- | --- | ---- | ---- | ---- | ---- | ---- | ---- | ---- | ----- |
| Température moyenne (°C) | 6    | 6    | 9    | 11    | 16  | 22   | 26   | 26   | 21   | 15   | 10   | 6    | 14    |
| Précipitations (mm)      | 32   | 26   | 27   | 35    | 41  | 16   | 11   | 11   | 63   | 33   | 35   | 31   | 360   |

### Hydrographie
Le réseau hydrographique de la région s’est trouvé désorganisé par l’effet combiné de la tectonique et le contraste climatique entre le Nord subhumide et le Sud semi-aride. Ceci a conduit à l’installation d’un réseau hydrographique permanent au Nord représenté principalement par l'oued Bou Sellam qui se jette dans la mer et temporaire au Sud, drainé par les chotts et les sebkhas.
La commune de Khelil comprend de nombreuses sources d'eau potable, ainsi que le barrage d'Aïn Zada, construit en 1986 sur le lit de l'oued Bou Sellam, d'une capacité théorique de stockage de 121,4 millions de m3, fournit 1 200 litres par seconde exclusivement à la wilaya de Bordj Bou Arréridj.
Ces sources sont alimentées par la nappe Tellienne Bibanique.
Les oueds, sources et cours d'eau présents sur le territoire de la commune sont les suivants :
- Aïn El Hadra
- Aïn Baabouch
- Aïn Bennint
- Aïn el Bouira
- Aïn el Kerrouch
- Aïn Meriout
- Aïn es Sedjera
- Madjen el Hellouf
- Oued Aggar
- Oued Ben Hamid
- Oued Bou Sellam
- Oued Aggar
- Oued Chertioua
- Ouel el Mehoub
- Oued Guergour
- Oued Khelil
- Oued Taissa

Ils se déversent tous dans l'oued Bou Sellam s'écoulant depuis le barrage d'Aïn Zada et en direction de Hammam Guergour. L'oued Khelil prend sa source dans le quartier Ouest de Khelil et se jette dans l'oued Bou Sellam par la rive gauche au niveau de Besbassa mi-chemin entre El Kherba et le barrage Aïn Zada. Ensuite, c'est l'oued Aggar se jette dans l'oued Bou Sellam, un kilomètre avant le barrage Maghraoua. Le Guergour traverse Khelil par le Nord-Est, à la limite de Hammam Guergour et y rejoint l'oued Bou Sellam.

## Histoire

### Préhistoire
Différents objets, tels que des armes en silex, des pointes de flèches et de lanceurs ainsi que des poteries, indique que la wilaya de Bordj Bou Arreridj était peuplé au Mésolithique et au Néolithique.

### De l'époque romaine auXIXesiècle
Durant la période de l'Empire romain la région de Bordj s'appelait « Tamanouna ». Elle est partie intégrante de la province romaine de la Maurétanie Césarienne devenue la Maurétanie Sitifienne.
Khelil se trouve dans l'aire de 55 hectares de Serteïa-Anicens, qui constitue désormais les ruines de Kherbet-Guidra, ancien siége épiscopal de la province romaine de Mauritanie Sitifense, au nord de Khelil. Il s'agissait d'une basilique romaine datant du Ve siècle.
Auparavant, il s'agissait d'un temple construit au IIIe siècle après Jésus-Christ, il était dédié a deux divinités, une locale, Eruc, la seconde Malagbel, connue dans la partie méridionale et orientale de l'Empire Romain. Un autre site romain contenant des vestiges se trouve à l'Est de Khelil. 	
Au XIIe siècle, les tribus des Ouled Thaïr et des Douaoudia occupent la région de l'Est de la wilaya comprenant les actuelles communes de Khelil, Bir Kasdali et Aïn Taghrout. Ils sont issus des alliances des tribus berbères du nord et arabes implantées dans le Hodna et le plateau de Sétif vers le milieu du XIIe siècle.

### Période française de 1870 à 1962
Le centre de colonisation de Khellil, de la Commune mixte de Maâdid est créé en 1898 par l'administration française sur une superficie de 2,694 ha dont 2,220 cédés par la tribu d'Aïn Turk pour se racheter du séquestre (à la suite de l'insurrection de 1871), et 473 provenant du séquestre des Ouled-Mokran. Il prend le nom de Davout par décret du 28 décembre 1915. Le nom français de la ville était « Davoust » ou « Davout » en référence au maréchal d'empire: Louis-Nicolas Davout. Davout, est érigé en commune par arrêté du 14 janvier 1957 (avec le douar Aïn Turk).
Durant la Guerre d'Algérie, Akila Chibani, résistante algérienne, est morte avec son mari lors de combats intenses entre l'ALN et l'armée française, une bataille qui fut parmi les plus importantes dans la zone de Khelil[réf. nécessaire].

### Depuis l'Indépendance en 1962
La commune était rattachée à la wilaya de Sétif avant 1984.

## Démographie
Selon le recensement général de la population et de l'habitat de 2008, la population totale de la commune de Khelil est évaluée à 26 037 habitants.
C'est la quatrième commune la plus peuplée de la wilaya de Bordj-Bou-Arreridj.
La population totale de la localité de Chefaa et ses douars est d'environ 12 000 habitants, tandis que celle de Ras el Aïn est d'environ 6500 habitants[réf. nécessaire].
| 1998   | 2008   |
| ------ | ------ |
| 23 571 | 26 037 |

## Économie
Khelil est avant tout une ville a vocation agricole avec ses terres fertiles pour les céréales, en particulier la culture du blé et de l'avoine. Le secteur artisanal est principalement basé sur la menuiserie et la ferronnerie. Le secteur industriel est principalement basé sur l'exploitation de la carrière de roche sédimentaire meuble pour les projets d'infrastructures de la région située à la sortie nord de la ville.
Un gisement de zinc est présent au Kef El Afsa, une montagne à l'est attenant a l'Oued Bou Sellam.

## Transports
La commune est traversée par la route nationale 103 qui croise la Route nationale 5 (à 4 km) et l'autoroute Est-Ouest (à 8 km). Elle relie Bougaa à Talaifacene du Nord au Sud en traversant la Daïra de Bir Kasdali.
Khelil se trouve à 37 km de la gare de Bordj Bou Arreridj, à 54 km de la Gare de Sétif qui desservent Alger, Boumerdès, Bouira, Constantine et Skikda via la Ligne d'Alger à Skikda.
La commune dispose d'une gare routière comprenant des taxis et des minibus à destination de Bordj Bou Arreridj, Sétif et Alger et des villes avoisinantes.
Elle est distante de 25 km de l'aéroport international de Sétif.

## Administration
La commune de Khelil fait partie de la daïra de Bir Kasdali comprenant les communes de Bir Kasdali, Khelil et Sidi Embarek. La commune est rattachée a la nouvelle wilaya déléguée de Ras El Oued par la décision ministérielle du 26 novembre 2019. Khelil fait partie de la Wilaya de Bordj Bou Arreridj cependant elle faisait partie de la Wilaya de Sétif avant 1984.
La ville dispose d'un siège de la sûreté urbaine extra-muros inauguré le 12 juillet 2012. L'effectif est de 51 policiers pour 27 300 habitants (le ratio de couverture est d’un policier pour 535 habitants).
La ville dispose aussi d'une brigade de gendarmerie nationale, d'un établissement bancaire CNEP, une agence d'assurance et plusieurs bureaux de postes et annexes administratives dans les localités secondaires.

## Éducation
La ville de Khelil accueille sept établissements scolaires dont : deux écoles secondaires, trois collèges, le lycée d'enseignement général Laala Baha Zargoune slimane et le Centre de formation professionnelle et d’apprentissage (CFPA) Bouabdellah-Madani qui enseigne des formations techniques.
Il y a d'autres établissements scolaires dans les autres villages de la localité. Chefaa possède le CEM Mebarki Ammar, un collège de 400 éleves. Ras El Aïn possède le CEM Darradj Sassi.
La commune possède un total de vingt-cinq etablissements de l'enseignement primaire, une creche municipale et un centre culturel.

## Santé
Un centre municipal de santé est présent au chef-lieu de la commune ainsi que plusieurs médecins généralistes, spécialistes et dentistes. La localité de Chefaa comprend aussi un centre municipal de Santé.
Les autres localités comprennent une salle de soins comme Besbassa, El Guettar, El Kherba, Chefaa, Ouled Belhadj, Ouled Hamza et El Guettar.

## Monuments et lieux touristiques
- Le barrage d'Aïn Zada sur le territoire de Khelil à 10 km à l'est de la ville, d'une capacité totale de 125 km3 d'eau et d'une superficie de 12 km2 ; où se pratique la pêche.
- Le barrage Maghraoua, au nord du territoire de Khelil, est sur le cours de l'oued Bou Sellam.
- La forêt de Ras El Oued avec ses 23 000 ha, abritant une réserve de cèdres et d'arbres fruitiers ainsi qu'un réseau de 106 kilomètres de pistes touristiques.

## Sports
- La ville possède un club de Football, l'I.R.B. Khelil[25], classée en division d'Honneur, dans le groupe C de la Ligue Régionale de Football de Batna[26].
- La commune possède un stade municipal de Football au sud-est de la ville, un centre sportif ainsi que des terrains de Football de proximité.
- Khelil a été une des villes-étapes de la première étape du Tour international de Sétif de cyclisme[27].